# Боттомс, Сэм
Самуэль Джон Боттомс (англ. Samuel John Bottoms; 17 октября 1955, Санта-Барбара, Калифорния — 16 декабря 2008, Лос-Анджелес, Калифорния) — американский актёр и продюсер.

## Семья
Сэм Боттомс родился в Санта-Барбаре в 1955 году. Был третьим сыном Джеймса «Бада» Боттомса (скульптора и учителя рисования) и Бетти (Чепмен). Все три родных брата Сэма также стали актёрами, это Тимоти Боттомс (1951), Джозеф Боттомс (1954) и Бен Боттомс (1960).

## Карьера
В возрасте десяти лет начал играть в молодёжном театре Санта-Барбары. Когда Боттомсу было 16 лет, он попал на съёмки фильма «Последний киносеанс», в котором одну из ролей играл его старший брат Тимоти. На съёмочной площадке режиссёр фильма Питер Богданович решил задействовать его в кинокартине. В итоге он сыграл в фильме одного из второстепенных персонажей. 
Пять лет спустя Боттомс снялся с Клинтом Иствудом в вестерне «Джоси Уэйлс— человек вне закона».
Наибольшую популярность актёру принесла роль сёрфера Лэнса Джонсона, помощника стрелка на речном катере в антивоенном фильме Фрэнсиса Форда Копполы «Апокалипсис сегодня». Во время съёмок фильма на Филиппинах, заразился анкилостомой, паразитом, который серьёзно повредил его печень. Также на съёмках фильма он познакомился со своей будущей женой Сьюзен Арнольд, которая работала там помощником монтажёра. Боттомс был женат дважды. От его брака с Сьюзен Арнольд родились две дочери, Ио и Клара. Его второй брак, с кинопродюсером Лорой Бикфорд, продлился с 2002 года до его смерти. 
На протяжении жизни он снялся более чем в 50 фильмах и телесериалах. 
Умер 16 декабря 2008 года в возрасте 53 лет от мультиформной глиобластомы, разновидности опухоли головного мозга.

## Фильмография
| - Последний киносеанс (1971) - Класс 44-го (1973) - Невеста Зэнди (1974) - Джоси Уэйлс — человек вне закона (1976) - Апокалипсис сегодня (1979) - Из глубин (1979) - Бронко Билли (1980) - Мокрый гринго (1984) - Первостепенный риск (1985) - Кровь охотника (1986) - Сады камней (1987) - После школы (1988) - Сердца тьмы (1991) - Прелестная Долли (1991) - Роковая граница (1992) - Шугар Хилл (1993) - Доверие (1993) - Проект «Охотник за тенью» 3 - Мошенник и предрассудки (1997) - Подарок Джозефа (1998) - Грехи отца (2001) - Тень убийца (2001) - Смотря сквозь Лилиан (2002) - Шанхай Лили (2002) - Фаворит (2003) - Крэйзи (2005) - Продавщица (2005) - Проживая зиму (2005) - Малышка Шерри (2006) - Завершая игру (2007) |